# Manjala
Manjala is een geslacht van spinnen uit de  familie van de Amaurobiidae (nachtkaardespinnen).

## Soorten
- Manjala pallida Davies, 1990
- Manjala plana Davies, 1990
- Manjala spinosa Davies, 1990